# Кимври
Кимврите са келтска или германска етническа група, която в края на 2 век пр.н.е. напада Италия и Галия, заедно с тевтоните, амброните и тигурините.
Кимврите са определяни в римските писмени източници, които обикновено не разграничават ясно двете групи, както като келти, така и като германи. Няколкото известни кимврийски думи също не дават възможност за убедително класифициране на техния език. Според античните източници кимврите първоначално обитават северните части на полуостров Ютландия, който дори е наричан Кимврийски полуостров. Въпреки това не са открити археологически източници, говорещи за масови миграции от Ютландия в ранната желязна епоха.
Ако се приеме, че кимврите произлизат от Ютландия, в края на 2 век пр.н.е. те започват да се придвижват на югоизток, като оглавяват съюз, включващ също тевтоните и амброните. След няколко неуспешни битки с боите и други келтски племена, през 113 пр.н.е. те нападат тавриските в Норик. Тъй като тавриските са техни съюзници, римляните изпращат в Норик войски, водени от консула Гней Папирий Карбон. Първоначално кимврите се оттеглят, но са нападнати от римляните и удържат победа в битката при Норея.
След този успех кимврите се насочват на запад към Галия, като влизат в чести сблъсъци с римски войски. През 109 пр.н.е. те разгромяват римския консул Марк Юний Силан, а по-късно и други консул Гай Касий Лонгин, който загива в битката при Бурдигала. През 107 пр.н.е. римляните претърпяват поражение от тигурините, съюзници на кимврите.
През 105 пр.н.е. кимврите отблъскват легата Марк Аврелий Скавър в Галия, след което нанасят тежко поражение в битката при Аравсио на консула Гней Малий Максим и проконсула Квинт Сервилий Цепион, като загубите на римляните се оценяват на повече от 100 хиляди души. В Рим възниква масова паника, станала известна като terror cimbricus, като се очаква всеки момент новите гали да се появят край стените на града. Военачалникът Гай Марий получава извънредни правомощия, като в продължение на няколко години е избиран за консул и върховен главнокомандващ.
През 103 пр.н.е. кимврите и тевтоните опустошават Испания, но Гай Марий използва това време за да подготви римската армия. През 102 пр.н.е. кимврите и техните съюзници започват очакваното от римляните нападение срещу Италия. Тевтоните и амброните се насочват към Алпите от Ронската низина, а кимврите и тигурините – през днешен Тирол.
Гай Марий разполага армията си в укрепен лагер при устието на Изер в Галия, но не влиза в открит сблъсък с тевтоните и амброните. След като не успяват да превземат лагера, те продължават похода си на изток, следвани от римляните. След две битки при Аква Секстия, римляните удържат победа и водачът на тевтоните Тевтобод е пленен.
Кимврите успяват да преминат в Северна Италия, тъй като консулът Квинт Лутаций Катул отстъпва на юг от река По без да влиза в тежки сражения с тях. Кимврите не използват преимуществото си и Гай Марий прехвърля войските си от Галия. В битката при Верцела през 101 пр.н.е. кимврите претърпяват тежко поражение, което слага край на походите им срещу Рим. Техните водачи Лугий и Боиорикс са убити.